# Каннский кинофестиваль 2002
55-й Каннский кинофестиваль проходил с 15 по 26 мая 2002 года. Председателем жюри основного конкурса стал американский кинорежиссёр Дэвид Линч, а Золотой пальмовой ветви удостоился фильм Романа Полански «Пианист».

## Жюри
| Имя                       | Страна    |
| Дэвид Линч (председатель) | США       |
| Шэрон Стоун               | США       |
| Мишель Йео                | Малайзия  |
| Кристина Хаким            | Индонезия |
| Режис Варнье              | Франция   |
| Билле Аугуст              | Дания     |
| Рауль Руис                | Чили      |
| Клод Миллер               | Франция   |
| Вальтер Саллес            | Бразилия  |

## Фильмы конкурсной программы
| Название на русском / английском       | Название на языке оригинала                  | Режиссёр                      | Производство          |
| Круглосуточные тусовщики               | 24 Hour Party People                         | Уинтерботтом, Майкл           | Великобритания        |
| О Шмидте                               | About Schmidt                                | Пэйн, Александр               | США                   |
| Всё или ничего                         | All or Nothing                               | Ли, Майк                      | США                   |
| Боулинг для Колумбины                  | Bowling for Columbine                        | Мур, Майкл                    | США                   |
| англ. Chi-hwa-seon                     | Chi-hwa-seon                                 | англ. Im Kwon-taek            | Южная Корея           |
| англ. Demonlover                       | Demonlover                                   | Ассаяс, Оливье                | Франция               |
| Необратимость                          | Irréversible                                 | Ноэ, Гаспар                   | Франция               |
| Kedma                                  | Kedma                                        | англ. Amos Gitai              | Израиль               |
| Соперник                               | L'adversaire                                 | англ. Nicole Garcia           | Франция               |
| англ. My Mother's Smile                | L'ora di religione (Il sorriso di mia madre) | Беллоккьо, Марко              | Италия                |
| Сын                                    | Le Fils                                      | Братья Дарденн                | Франция               |
| Мари-Жо и две её любви                 | фр. Marie-Jo et ses deux amours              | Гедигян, Робер                | Франция               |
| Человек без прошлого                   | Mies vailla menneisyyttä                     | Каурисмяки, Аки               | Финляндия             |
| англ. The Uncertainty Principle (film) | O Princípio da Incerteza                     | Оливейра, Мануэл де           | Португалия            |
| Любовь, сбивающая с ног                | Punch-Drunk Love                             | Андерсон, Пол Томас           | США                   |
| Unknown Pleasures                      | Rèn xiāo yáo                                 | Цзя Чжанкэ                    | Китай                 |
| Русский ковчег                         | Русский ковчег                               | Сокуров, Александр Николаевич | Россия                |
| Паук                                   | Spider                                       | Кроненберг, Дэвид             | Великобритания        |
| Милые шестнадцать лет                  | Sweet Sixteen                                | Лоуч, Кен                     | Великобритания        |
| Ten                                    | Dah                                          | Киаростами, Аббас             | Иран                  |
| Пианист                                | The Pianist                                  | Романа Полански               | Франция               |
| Divine Intervention                    | يد إلهية                                     | англ. Elia Suleiman           | Государство Палестина |

## Победители
- Золотая пальмовая ветвь — «Пианист» (реж. Роман Полански)
- Гран-при — «Человек без прошлого» (реж. Аки Каурисмяки)
- Приз жюри — Divine Intervention
- Лучшая женская роль — Кати Оутинен («Человек без прошлого»)
- Лучший мужская роль — Оливье Гурме («Сын»)
- Лучшая режиссура — Им Квон Тхэк («Штрихи огня») и Пол Томас Андерсон («Любовь, сбивающая с ног»)
- Лучший сценарий — Пол Лаверти («Милые шестнадцать лет»)
- Золотая пальмовая ветвь за короткометражный фильм — Eso Utan
- Почётная «Золотая пальмовая ветвь» — Вуди Аллен